# Chthonius abnormis
Chthonius abnormis är en spindeldjursart som beskrevs av Beier 1939. Chthonius abnormis ingår i släktet Chthonius och familjen käkklokrypare. Inga underarter finns listade i Catalogue of Life.